# Gennaro Sarcone
Gennaro Sarcone (Rogliano, 27 dicembre 1902 – Cosenza, 21 luglio 1960) è stato un politico e antifascista italiano.
Fu uno dei padri fondatori del comunismo cosentino. Fin da giovane e nel mestiere di minatore conobbe lo sfruttamento del capitalismo. Abbraccio le idee del socialismo come unica strada per la fine delle sofferenze del proletariato. Nel 1932 insieme a Cesare Curcio, Eduardo Zumpano, Aladino Burza ed altri fu arrestato, torturato dai fascisti e condannato a due anni per attività comunista, nel 1934 fuggì in Francia e in URSS, tornò in Italia nel 1937. Affascinato dalla rivoluzione spagnola si unisce insieme a garibaldini provenienti da ogni parte del mondo a combattere contro i franchisti, i nazisti e i fascisti che si erano uniti in un fronte unico. Rientra in Calabria e guida il movimento comunista fino al 1948.
il 4 novembre 1943 guidò la ribellione di Cosenza, cacciando il prefetto fascista Enrico Endrich. Muore il 21 luglio 1960 a causa di un male incurabile.